# 動物園 I
『動物園 I』（どうぶつえん I、ドイツ語: Zoologischer Garten I）は、表現主義の画家グループ「青騎士」で活動したドイツの画家、アウグスト・マッケ（1887–1914)が、描いた油絵である。動物園のオウムや鹿と見物客たちが描かれている。1912年に描かれ、ベルリンの実業家で美術コレクターのベルンハルト・ケーラー（Bernhard Koehler: 1849-1927）のコレクションとなった後、1913年にベルリンで開かれた「最初のドイツ秋季展」などに出展された。1965年にミュンヘンのレンバッハハウス美術館（Städtischen Galerie im Lenbachhaus）の所蔵となっている。

## 概要
作者のアウグスト・マッケは表現主義の美術家グループのパトロンでもあったベルンハルト・ケーラーの姪と1909年に結婚し、ケーラーの支援もあって若い表現主義の画家たちの中で注目される存在になっていた。マッケは「青騎士」のリーダー的存在であったフランツ・マルク（1880-1916）やマッケ自身も参加した1909年の第1回の「青騎士」の展覧会にも参加したロベール・ドローネー（1885-1941)がマッケのスタイルに影響を与えたとされる。
動物園のオウムやフラミンゴ、鹿と観客を描いたこの作品はケルンの動物園で描かれたとされている。同時期の作品『ガーデンレストラン』もケルンの動物園の風景を描いたとされる。
『動物園 I』は1913年3月末にベルンハルト・ケーラーが購入し、1813年にベルリンで開かれた「最初のドイツ秋季展」に出展された。第一次世界大戦で、アウグスト・マッケが27歳で戦死した後の1917年にスイスのチューリッヒで開かれた「19世紀と20世紀のドイツ絵画展」（Ausstellung deutscher Malerei: XIX. und XX. Jahrhundert）でも展示された。第二次世界大戦後の1965年にケーラーのコレクション作品とともにミュンヘンのレンバッハハウス美術館の所蔵となった。

## ギャラリー

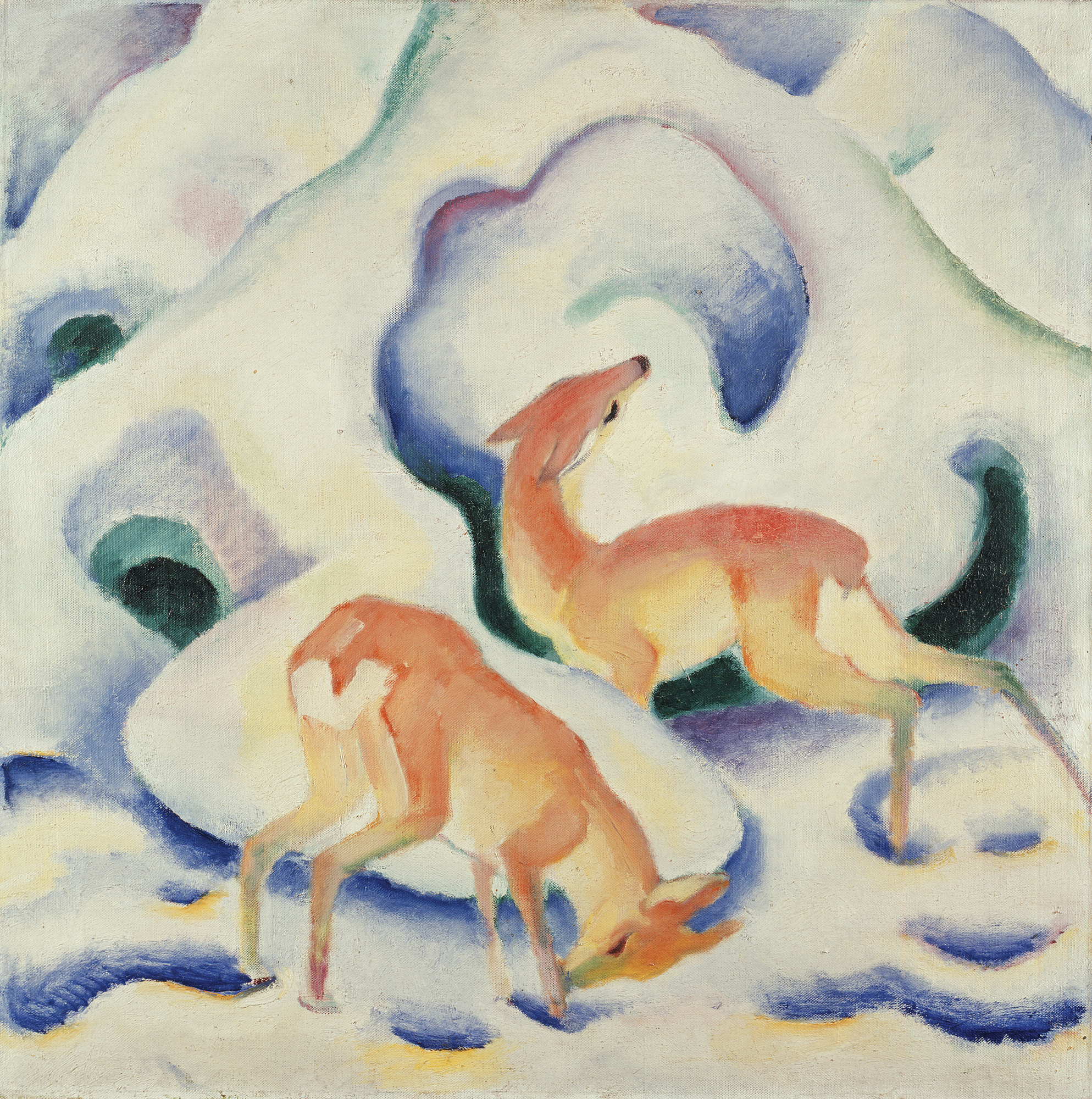
フランツ・マルク作「雪の中の鹿」(1911) レンバッハハウス美術館
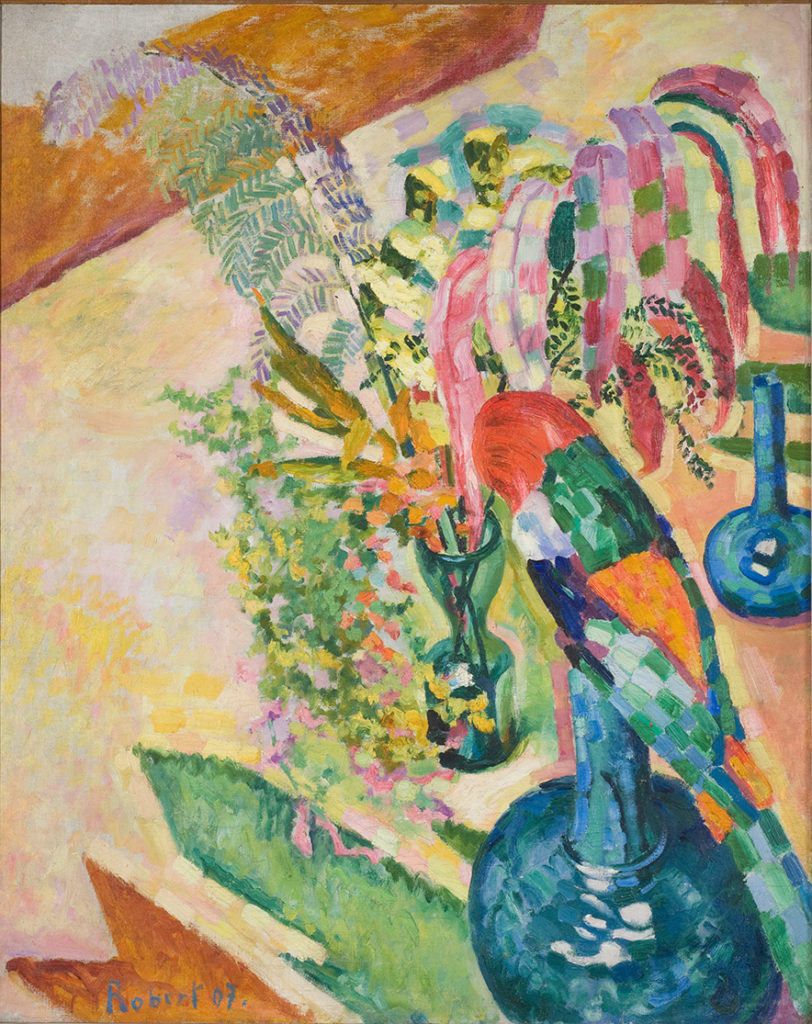
ロベール・ドローネー作「オウムのいる静物画」(1907) Unterlinden Museum
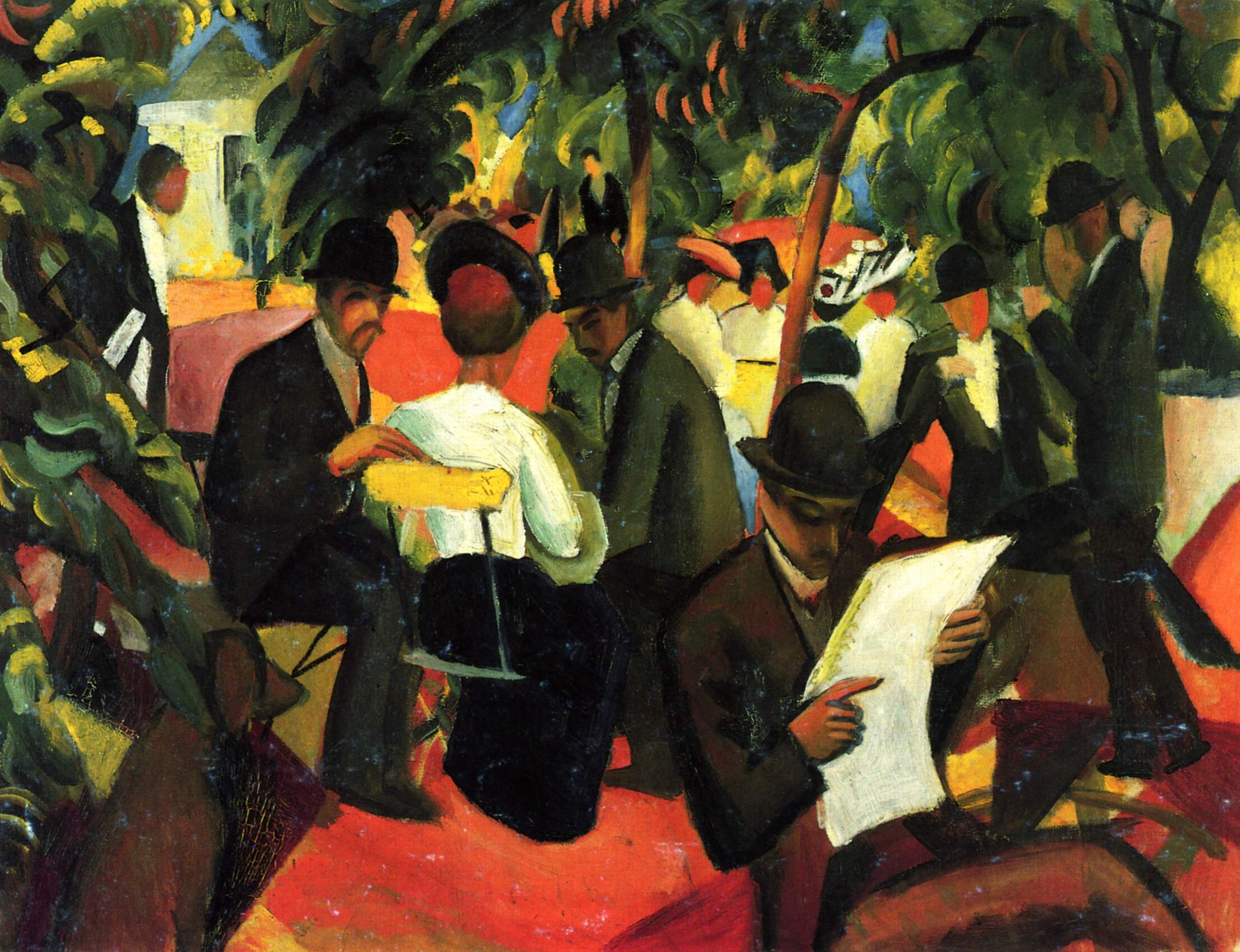
アウグスト・マッケ作「ガーデンレストラン」(1912) ベルン美術館